# Coupe d'Égypte féminine de football
La Coupe d'Égypte féminine de football est une compétition de football féminin à élimination directe organisée par la Fédération égyptienne de football.

## Histoire
Le Wadi Degla SC obtient sa septième Coupe d'Égypte en 2022, battant en finale le Maadi Sporting Club & Yacht sur le score de 2 buts à 1.
En 2023, le Tutankhamun FC remporte sa première Coupe d'Égypte en battant Al Amereya en finale.

## Palmarès
| Saison      | Vainqueur         | Score        | Finaliste                   |
| ----------- | ----------------- | ------------ | --------------------------- |
| 1998-1999   | Maaden LFC        | 1-0          | Somuda LFC                  |
| 1999-2000   | Maaden LFC        | 5-0          | Al-Taiaran                  |
| 2000-2001   | Maaden LFC        | 1-0          | Semouha                     |
| 2001-2002   | Inconnu           | Inconnu      | Inconnu                     |
| 2002-2003   | Semouha           | 3-0          | Al-Taiaran                  |
| 2004 à 2009 | Inconnu           | Inconnu      | Inconnu                     |
| 2010        | Wadi Degla SC     | 2-0          | Dakhlya                     |
| 2011 à 2016 | Inconnu           | Inconnu      | Inconnu                     |
| 2016-2017   | Wadi Degla SC (6) | 0-0, 5-4 tab | Media Club El Aalamen       |
| 2017 à 2020 | Inconnu           | Inconnu      | Inconnu                     |
| 2020-2021   | Al-Gounah         | 0-0, 5-4 tab | M. Shabab Al-Amerya         |
| 2021-2022   | Wadi Degla SC (7) | 2-1          | Maadi Sporting Club & Yacht |
| 2022-2023   | TUT FC            | 2-1          | M. Shabab Al-Amerya         |
| 2023-2024   | TUT FC (2)        | 4-2          | Wadi Degla SC               |
| 2024-2025   | Al Ahly SC        | 1-0          | Wadi Degla SC               |